# Hasan Ceylan
Hasan Ceylan (* 24. Februar 1922 in Istanbul; † Dezember 1980 ebenda) war ein türkischer Filmschauspieler.
Hasan Ceylan trat ab 1950 bis zu seinem Tod in 120 türkischen Filmen auf, darunter zahlreiche Abenteuer- und historische Produktionen. Seine einzige Rolle in einem englischsprachigen Film war 1963 in James Bond 007 – Liebesgrüße aus Moskau, wo er einen bulgarischen Agenten mimte.

## Filmografie (Auswahl)
- 1951: Yavuz Sultan Selim ve Yeniçeri Hasan
- 1952: Ingiliz Kemal Lawrense karsi
- 1955: Beyaz mendil
- 1960: Gökler Kraliçesi
- 1963: James Bond 007 – Liebesgrüße aus Moskau (From Russia With Love)
- 1964: Fistik gibi masallah
- 1973: 3 dev adam
- 1975: Üç ahbap çavuslar
- 1976: Sahte Kabadayi
- 1979: Firat